# 주석 법학
주석 법학(註釋法學)은 보통 주석학파라고 불리며 이탈리아 볼로냐에서 시작된 학파이다. 여기에는 《로마법 대전》을 절대시하였다. 주석에 의하여 그 법문 상호간의 모순의 조화에 힘써서 중세 이탈리아의 로마법 연구가 집단과 나폴레옹 법전을 중심으로 하여 성문법규를 절대시하였다. 성문법의 조문을 엄격히 해석하고 형식적·논리적 방법으로 논리적으로 모순 없는 입법자 의사―그것은 국민의 총의의 표현이라고 생각되었다.―를 인식하는 데 종사한 19세기 프랑스의 법학계를 지배한 경향이 있었다.